# Kevin Hanchard
Kevin Hanchard (Toronto, 4 juli 1974) is een Canadees acteur.

## Carrière
Hanchard begon in 1998 met acteren in de televisieserie Due South, waarna hij nog meerdere rollen speelde in televisieseries en films. Hij is vooral bekend van zijn rol als rechercheur Art Bell in de televisieserie Orphan Black (2013-2016). Voor deze rol werd hij in 2014 genomineerd voor een Gemini Award in de categorie Beste Acteur in een Bijrol in een Televisieserie.

## Filmografie

### Films
Uitgezonderd korte films.
- 2024 Longing - als Robert
- 2023 Kipkemboi - als agent Saitoti
- 2021 The United States vs. Billie Holiday - als Louis Armstrong
- 2019 Rabid - als dr. Riley
- 2019 From the Vine - als John
- 2018 No Sleep 'Til Christmas - als eerwaarde
- 2018 A Majestic Christma - als Sam
- 2018 The Holiday Calendar - als Rudolph Sutton
- 2018 Clara - als ziekenhuis dokter
- 2017 Wish Upon - als Carl Morris
- 2017 It's Not My Fault and I Don't Care Anyway - als Edward
- 2016 Suicide Squad - als baas casino
- 2016 The Stepchild - als politieagent
- 2015 Born to Be Blue - als Dizzy Gillespie
- 2014 Guidance - als schoolhoofd Newman
- 2014 Apple Mortgage Cake - als Melvin
- 2011 Dream House - als sergeant Johnson
- 2011 High Chicago - als Paul
- 2010 H.M.S.: White Coat - als dr. Goodman
- 2007 This Beautiful City - als pastoor
- 2007 Savage Planet - als Vickers
- 2006 Take the Lead - als Woodley
- 2005 Four Brothers - als verbijsterende politieagent
- 2003 Jasper, Texas - als Thurman Byrd
- 2003 America's Prince: The John F. Kennedy Jr. Story - als advocaat
- 2002 Mom's on Strike - als secretaris
- 2000 Hendrix - als Little Richard

### Televisieseries
Uitgezonderd eenmalige gastrollen.
- 2019-heden Hudson & Rex - als hoofdinspecteur Joseph Donovan - 100 afl.
- 2023 Skymed - als Kingsley - 6 afl.
- 2023 What Odds - als Michael - 4 afl.
- 2021-2023 Ginny and Georgia - als Corbin Miller - 3 afl.
- 2022 The Porter - als Popsy - 7 afl.
- 2019 Cavendish - als Gibbs - 3 afl.
- 2018 Impulse - als dr. Jack Weakley - 2 afl.
- 2018 Cardinal - als Alan Clegg - 6 afl.
- 2016-2017 The Girlfriend Experience - als Jim Slater - 3 afl.
- 2017 People of Earth - als agent Jim Saunders - 5 afl.
- 2017 Tin Star - als eerwaarde Gregoire - 3 afl.
- 2013-2017 Orphan Black - als rechercheur Art Bell - 44+ afl.
- 2017 Wynonna Earp - als Moody - 2 afl.
- 2015-2017 Rogue - als Nate Lowry - 20 afl.
- 2017 Annedroids - als vader van Nick - 2 afl.
- 2016-2017 The Expanse - als inspecteur Sematimba - 5 afl.
- 2016 Atomic Puppet - als burgemeester - 21 afl.
- 2015 The Strain - als Curtis Fitzwilliam - 2 afl.
- 2013 Suits - als kolonel Mariga - 3 afl.
- 2006 At the Hotel - als Quartet - 2 afl.
- 2005-2006 1-800-Missing - als Richard Hamilton - 2 afl.

- Gemeinsame Normdatei: 1231814373
- International Standard Name Identifier: 0000 0004 5206 0697
- Library of Congress Control Number: no2015104011
- Système universitaire de documentation: 227426185
- Virtual International Authority File: 317110267
- WorldCat: E39PBJk4D8hVrGc84vQR43dqQq